# Prémio Albert Brachet
O Prémio Albert Brachet é um galardão criado em 1932 pela Académie royale des sciences, des lettres et des beaux-arts de Belgique.
Este prémio trienal, criado para homenagear Albert Brachet (1869-1930), distingue o melhor trabalho original sobre embriologia, publicado por um investigador.

## Laureados[2]
- 1934 - Conrad Hal Waddington
- 1937 - Sven Otto Hörstadius
- 1940 - Albert Maurice Antoine Dalcq
- 1943 - Jean Jules Pasteels
- 1946 - Christian-P. Raven
- 1949 - Étienne Charles Wolff
- 1952 - Jean Louis Auguste Brachet
- 1955 - Honor B. Fell
- 1958 - Clifford Grobstein
- 1961 - Adrienne Ficq
- 1964 - Ernst Hadorn
- 1967 - John Gurdon
- 1970 - Julien Fautrez e esposa
- 1973 - Alberto Monroy
- 1976 - Christian Thomas
- 1979 - André Tarkowski
- 1985 - Henri Alexandre
- 1988 - Martin H. Johnson
- 1991 - Jean Milaire
- 1994 - Pierre Guerrier
- 1997 - Christine Dambly-Chaudière
- 2000 - Bernard Maro
- 2003 - R. Gardner
- 2006 - Isabelle Donnay